# برزخ تيهوانتيبيك

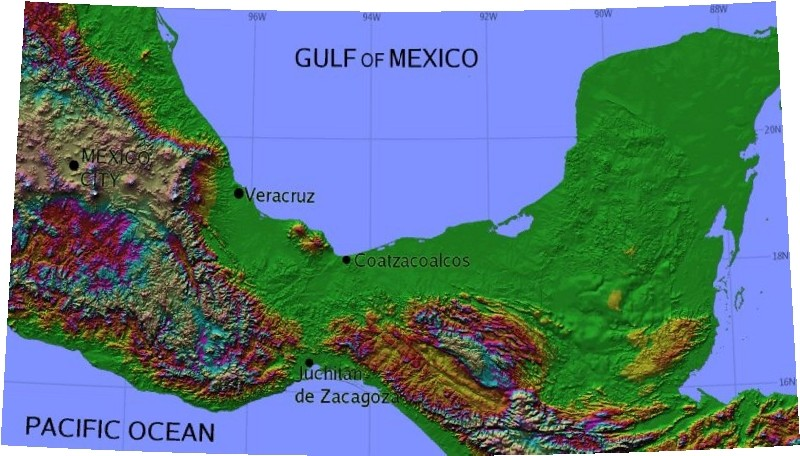
خريطة تبين تضاريس البرزخ

برزخ تيهوانتيبيك (تلفظ بالإسبانية: ‎/tewanteˈpek/‏) هو برزخ يقع في المكسيك، وهو يمثل أقصر مسافة بين خليج المكسيك والمحيط الهادئ. قبل افتتاح قناة بنما، كان طريقاً مهماً وكبيراً للشحن عُرِف ببساطة بطريق تيهوانتيبيك. أُخد اسمه من مدينة سانتو دومينغو تيهوانتيبيك في ولاية واهاكا؛ الذي أُخِد بدوره من كلمة «تيكواني-تيبيك» في لغة ناواتل («وهو يعني تلة النمر»).

## وصلات خارجية
- The Tehuantepec Ship-Railway
- The Mexican Railways, with information on the current owners (concessions) of Mexican railways.
- Beach، Chandler B.، المحرر (1914). "Tehuantepec" . The New Student's Reference Work . Chicago: F. E. Compton and Co. {{استشهاد بموسوعة}}: يحتوي الاستشهاد على وسيط غير معروف وفارغs: |HIDE_PARAMETER10=، |HIDE_PARAMETER13=، |HIDE_PARAMETER2=، |HIDE_PARAMETER8=، |HIDE_PARAMETER9=، |HIDE_PARAMETER11=، |HIDE_PARAMETER1=، |HIDE_PARAMETER3=، و|HIDE_PARAMETER12= (مساعدة)